# 伴沙織
伴 沙織（ばん さおり、11月16日生）は、栃木県出身の女性モデル。アイスモデルマネジメント所属。
趣味はスノーボード、水泳。特技はピアノ。

## 出演

### 映画
- ただ、君を愛してる

### CM
- サロンパスロール（久光製薬）
- MAST（積和不動産）
- マックスファクター

### 広告
- 資生堂
- 小田急百貨店
- 三井住友VISAカード
- 大塚商会
- TOTO
- ニッセン
- KDDI
- 明治乳業
- ファンケル

### 雑誌
- Saita
- ゼクシィ
- けっこんぴあ
- 日経ヘルス
- STORY

### ショー
- 鈴乃屋着物ショー
- 遠藤波津子ブライダルショー
- 帝人浴衣ショー
- オズウェディング ドレスコレクション
- 横浜ランドマーク スワロフスキーショー
- ANNE KLEIN